# AIR-2 ジニー
AIR-2 ジニー
MF-9トレーラーに載せられたAIR-2Aジニー
（安定翼展開状態、ヒル航空博物館所蔵）
- 用途：空対空ロケット
- 分類：核兵器
- 製造者：ダグラス・エアクラフト
- 運用者

  -  アメリカ合衆国（アメリカ空軍）
  -  カナダ（カナダ空軍）
- 初飛行：1956年
- 生産数：1,000発以上
- 運用開始：1957年
- 退役：1988年
- 運用状況：退役

AIR-2 ジニー（英: Genie）は、ダグラス・エアクラフトが開発した核出力1.5 kt W25核弾頭付き無誘導空対空ロケット弾である。冷戦期の1950年代後期から1980年代までアメリカ空軍と王立カナダ空軍（1968年2月1日からカナダ軍）によって使用された。後に現存するいくつかの関連する訓練用と試験用の派生型を含め、1,000発以上生産された後、生産は1962年に終了した。

## 概要
1947年のソビエト連邦によるB-29のコピー機生産開始と、1949年の原子爆弾開発という情報はアメリカ国内に大きな不安をもたらした。B-29のコピー機であるツポレフTu-4（NATOコードネーム「ブル」）は片道攻撃であればアメリカ合衆国本土に到達することができたため、1940年代後期から1950年代におけるアメリカ軍の防衛基本体制はソビエト爆撃機の迎撃となった。
高速の大型爆撃機に対して、当時の戦闘機に搭載されていた機関銃や機関砲では威力・レート共に不十分であり、大量の無誘導ロケット弾の一斉射撃も命中率が十分とは言えず、空対空ミサイルはまだ開発初期にあったため、1954年ダグラス・エアクラフトは、核弾頭を搭載した空対空兵器の可能性を調査する計画を開始した。
このロケット弾は、構造を単純にすることで信頼性を向上させるために無誘導とされ、核の搭載は大きな危害半径によって命中精度の低さをカバーすることが目的であった。

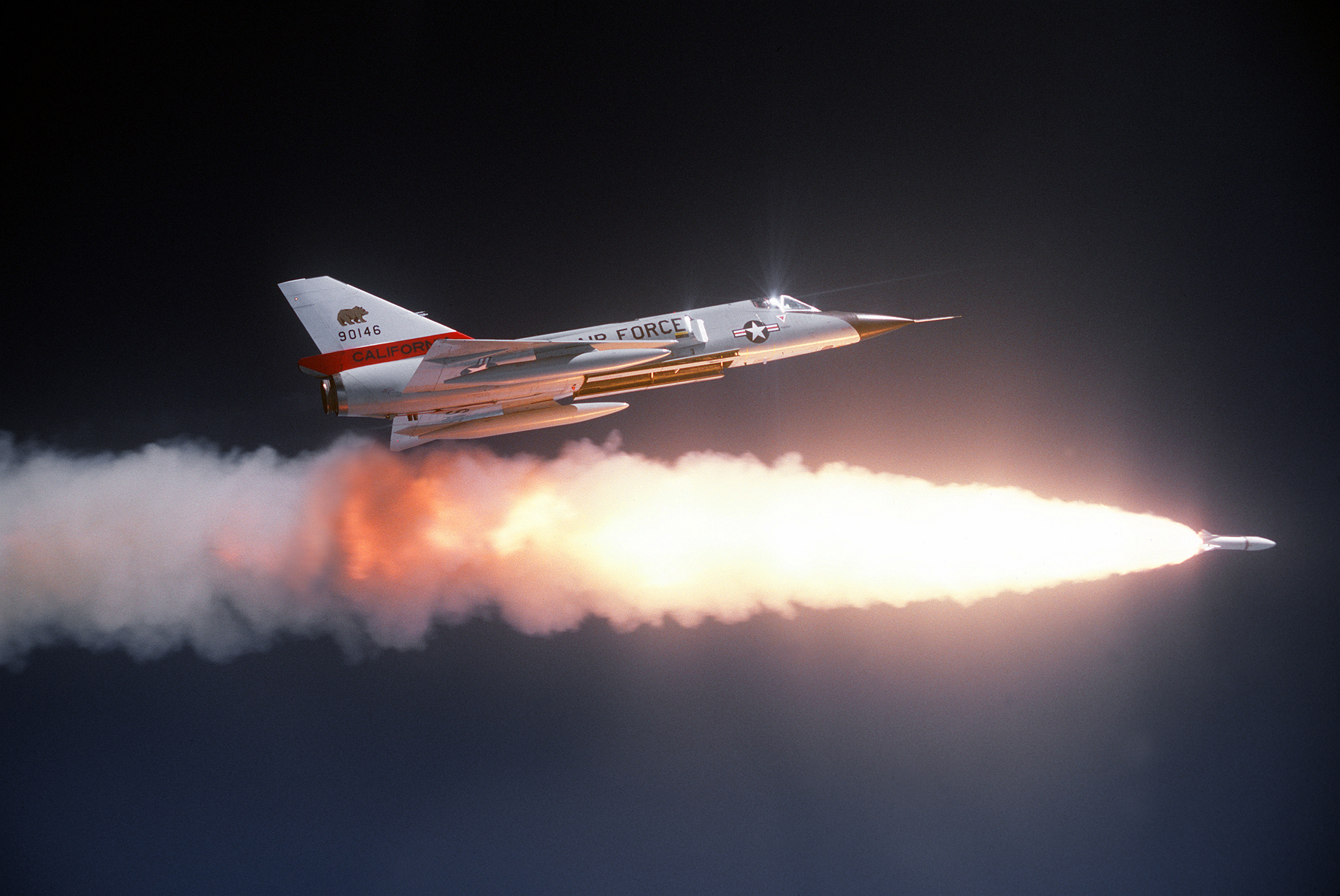
ジニーの不活性弾を発射するカリフォルニア州州兵航空隊のコンベアF-106。

結果として生み出されたMB-1は核出力1.7 ktのW25核弾頭を搭載し、推力162 kN (36,500 lbf) のサイオコールSR49-TC-1固体燃料ロケット・エンジンで推進、尾部には折り畳み式の安定翼を持っていた。射程は10 km (6 mi) 弱で、照準・作動・発射は発射する航空機の火器管制システムによって制御された。起爆は時限信管によってなされるが、発射した航空機に退避する時間を与え、自国あるいは同盟国の領土の上空で偶発的に核弾頭を起爆させない目的で、ロケット・モーターの点火に成功し、かつロケット・モーターの燃料が燃え尽きたことを条件として作動し、条件が成立してから起爆の秒読みを開始するようになっていた。また、爆発時の殺傷破壊半径は、およそ300 m (1,000 ft) と見積もられていた。
ロケット・モーターの燃焼時間は約12秒と短かったものの、無誘導であるために対抗策がなく殺傷破壊半径も広大であったために、侵攻中の爆撃機がジニーの攻撃を回避するのは困難と考えられていた。
不活性弾頭弾による最初の試射は1956年にF-89Dスコーピオンによって行われ、1957年にMB-1という制式名を与えられて運用が開始された。最終的に与えられた公式な通称は「ジニー」となったが、当時、最高機密の開発計画であったため、しばしば「ディン-ドン (Ding-Dong)」、「バード・ドッグ (Bird Dog)」又は「ハイ・カード (High Card)」のような様々なコードネームで呼ばれていた。
| 旧名称 | 新名称 |
| ------ | ------ |
| MB-1   | AIR-2A |
| MB-1-T | ATR-2A |
| MMB-1  | AIR-2B |

陸海空軍の名称統一の際に命名規則が変更されたことに伴い、1963年6月にMB-1はAIR-2Aジニーに改名された。MMB-1 スーパージニーと呼ばれる改良型も計画されたが、実際の開発は行われなかった。名称統一の際にMMB-1はAIR-2Bに指定されている。1965年からサイオコールはより長時間燃焼するロケット・モーターの製造を開始し、このモーターの製造は1978年まで続いた。多くのAIR-2Aがこのロケット・モーターを搭載するようアップグレードされ、改良されたジニーは（MMB-1が実在しなかったため、半ば公式的に）AIR-2Bとして知られている。当初MB-1-T（コードネームはティンナ・リン〈Ting-a-Ling〉）と呼ばれた不活性訓練弾（イナート弾）も少数生産され、後にATR-2Aに改名されている。MB-1-Tは、起爆すると白い煙を発する訓練用弾頭を備えていた。

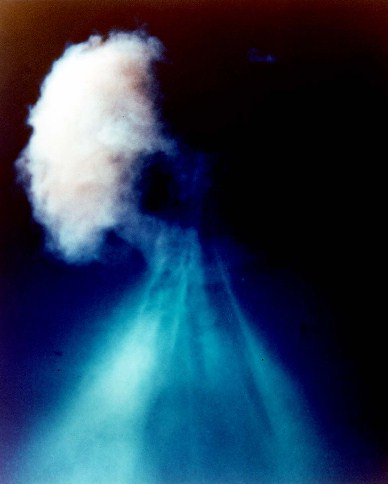
プラムボブ“ジョン（実験ごとのコードネーム）”核実験。1957年7月19日のAIR-2A ジニー核ロケットの実弾射撃試験。ユッカ・フラッツ核実験場の上空15,000 ft（4.5 km又は約3 mi）でアメリカ空軍のF-89Jから発射された。

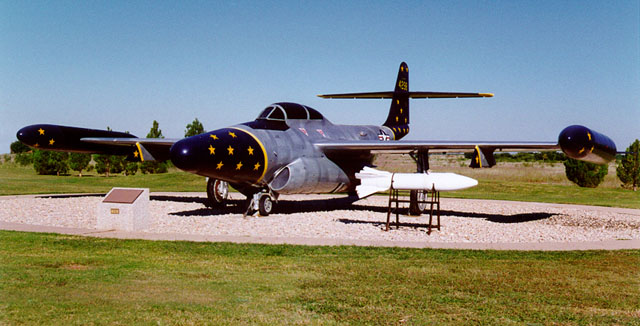
AIR-2の実弾射撃に用いられたF-89J

プラムボブ作戦（核実験）で実弾のジニーが一度だけ起爆されたことがあり、1957年7月19日にユッカ・フラッツ核実験場の上空4,500 m（15,000フィート）の高度で1機のF-89Jによって発射された。アメリカ空軍士官の一団は、居住地域の上でこの兵器を使用することが安全だということを証明するために爆発の下に立っていると申し出たが、これが幹部の健康に影響を及ぼしたかどうかは定かではない。
ジニーは、アメリカ軍においてF-89スコーピオン、F-101Bヴードゥー、F-106デルタダート及びF-104スターファイターに搭載されることを認可された。しかし、F-104スターファイターは作戦運用でそれを搭載することはなかった。コンベアはジニー搭載能力を追加したF-102デルタダガーのアップグレード機を提案したが、それは採用されなかった。作戦上のジニーの使用は、F-106の退役に伴って1988年に終了した。
AIR-2をアメリカ以外で唯一保持していたのはカナダだけであり、ミサイルはアメリカの管理下で保管され、ジニーの使用を必要とする状況下でのみカナダにリリースするという二重鍵協定を通してCF-101ヴードゥーが1984年までジニーを搭載した。また、イギリス空軍がAIR-2をイングリッシュ・エレクトリックのライトニングで使用することを短期間検討したことがある。
唯一の実弾テストでジニーを発射するのに用いられたF-89Jは、モンタナ州空軍州兵のグレートフォールズ空港に静態展示されている。

## 現存するAIR-2

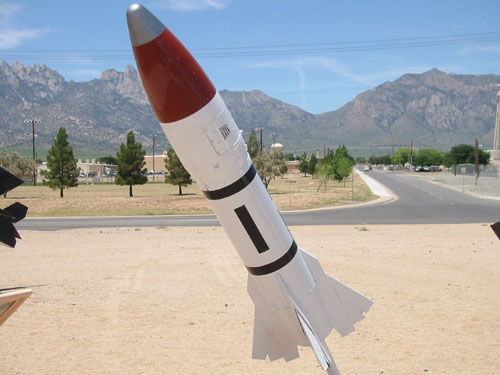
ホワイトサンズ・ミサイル実験場博物館のAIR-2

下記は、コレクションの中にジニー・ロケットを持っている博物館の一覧である。
- 国立アメリカ空軍博物館（オハイオ州、ライト・パターソン空軍基地）
- 空軍軍備博物館（フロリダ州、エグリン空軍基地）
- ヒル航空宇宙博物館（ユタ州、ヒル空軍基地、オグデン）
- ホワイトサンズ・ミサイル射場博物館（ニューメキシコ州、ホワイトサンズ）

2024年1月末、ワシントン州ベルビュー警察は、市内のある住宅で発見したロケットがAIR-2の弾体だと判明したと発表した。所有者が死亡しているため入手経路などは不明だが、核弾頭は搭載されておらず危険はない状態であるとのこと。この弾体は展示用に復元される計画であるという。

## 仕様

### AIR-2A

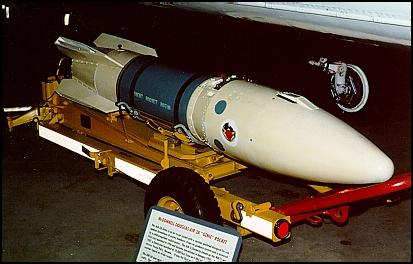
国立アメリカ空軍博物館に展示されているAIR-2（安定翼収納状態）

出典：Designation-Systems.Net
- 全長： 2.95 m (9 ft 8 in)
- 直径： 0.44 m (17.5 in)
- 翼幅： 1.02 m (3 ft 4 in)（安定翼展開時）
- 発射重量： 373 kg (822 lb)
- 機関： サイオコール SR49-TC-1 固体燃料ロケット・モーター
推力： 162 kN (36,500 lbf)
燃焼時間： 12 s
- 速度： M 3.3
- 射程： 9.6 km (6 mi)
- 誘導方式： 無誘導
- 弾頭： W25核弾頭（核出力：1.5 kt）